# Ornithosuchidae
Die Ornithosuchidae sind ein Taxon ausgestorbener räuberisch lebender Reptilien aus der Gruppe der Archosauria. Sie lebten in der Obertrias und erreichten eine Länge von 0,5 bis 4 Metern. Äußerlich ähneln sie den Theropoden, räuberischen Dinosauriern, ihr Fußgelenk entspricht aber demjenigen der Krokodile, mit denen sie, gemeinsam mit weiteren Formen, das Taxon der Crurotarsi bilden.

## Merkmale
Ihre Hinterbeine waren länger als ihre Vorderbeine und hatten eine weitgehend vertikale Stellung, sie waren also nur wenig abgespreizt und standen mehr oder weniger senkrecht unter dem Körper. Wahrscheinlich konnten sich die Tiere sowohl quadruped (auf vier Beinen) als auch biped (nur auf den Hinterbeinen) bewegen, die Vorderbeine erreichten immer noch zwei Drittel der Länge der Hinterbeine. Der Schädel war, im Vergleich zum Rumpf groß, aber grazil gebaut. Die Schädeloberfläche war flach, die Schädelfenster waren groß, der Hals kräftig und kurz. Zwischen  Prämaxillare und Maxillare hatten sie ein großes Diastema, in das bei geschlossenem Maul zwei Zähne des Unterkiefers griffen. Die Zähne waren groß und seitlich abgeflacht. Die Ornithosuchidae waren auf dem Rücken durch zwei Reihen von kleinen Knochenplatten (Osteodermata), auf dem Schwanz durch eine Reihe von Knochenplatten gepanzert.

## Gattungen
- Dynamosuchus[1]
- Ornithosuchus (Typusgattung)
- Riojasuchus
- Venaticosuchus